# Копына, Юрий Ярославович
Ю́рий Яросла́вович Копы́на (укр. Юрій Ярославович Копина; 4 июля 1996) — украинский футболист, полузащитник львовского «Руха»

## Биография
Воспитанник ДЮСШ львовских «Карпат», «Львова» и харьковского «Металлиста». Первый тренер — Роман Марич. С 2009 по 2012 год провёл 56 матчей и забил 6 голов в чемпионате ДЮФЛ.
29 августа 2012 года дебютировал в юношеской (до 19 лет) команде харьковчан в выездном матче против донецкого «Шахтёра». За молодёжную (до 21 года) команду впервые сыграл 25 ноября того же года в домашнем поединке с симферопольской «Таврией».
18 апреля 2016 года главный тренер первой команды металлиста «Александр Севидов» ушёл в отставку. Вслед за тренером пять игроков «основы» (Полянский, Приёмов, Касьянов, Ильющенков и Галенко) по подозрению в организации договорных матчей были отчислены из команды. На место Севидова был назначен тренер молодёжного состава Александр Призетко, под руководством которого дублёры харьковчан в десяти последних матчах одержали семь побед и трижды сыграли вничью, занимая после 22 туров чемпионата U-21 пятое место.
Перед дебютным матчем новый тренер, по собственным словам, «пытался перевернуть психологию команды», которая в двух последних турах пропустила 13 мячей. 23 апреля 2016 года в выездном матче «Металлиста» против днепродзержинской «Стали» в старте вышло четыре человека, а ещё трое — на замену из дублирующего состава. Сразу для четырёх игроков харьковчан этот матч стал дебютным. Для Сергея Наполова и Юрия Копыны — дебютным за первую команду «Металлиста» и первым в УПЛ, для Игоря Кошмана — дебютным за «Металлист», а для Владислава Краева — первым в УПЛ. Копына вышел на замену на 74-й минуте вместо Игоря Харатина.

## Статистика
| Клуб      | Лига         | Сезон   | Чемпионат | Чемпионат | Кубок | Кубок | Дубль | Дубль |
| Клуб      | Лига         | Сезон   | Игры      | Голы      | Игры  | Голы  | Игры  | Голы  |
| --------- | ------------ | ------- | --------- | --------- | ----- | ----- | ----- | ----- |
| Металлист | Премьер-лига | 2012/13 |           |           |       |       | 12    | 0     |
| Металлист | Премьер-лига | 2013/14 |           |           |       |       | 16    | 1     |
| Металлист | Премьер-лига | 2014/15 |           |           |       |       | 16    | 2     |
| Металлист | Премьер-лига | 2015/16 | 1         | 0         |       |       | 18    | 1     |

## Достижения
«Александрия»
- Серебряный призёр чемпионата Украины: 2024/25